# 陳建禎
陳建禎（Chen Chien-Chen，1989年11月20日—），台灣男子排球運動員，位置為主攻手。前中華台北男子排球代表隊選手，並曾擔任隊長一職。

## 職業生涯

### 國家隊時期
陳建禎曾入選國家青少年隊、國家隊，擔任隊長。2014年仁川亞運擔任中華代表團開幕典禮掌旗官，這也是第一次由排球選手來擔任中華隊掌旗官。2018年亞加達巨港亞運擔任台灣代表團閉幕典禮掌旗官。於2018年亞洲運動會排球比賽幫助台灣男排贏得睽違20年的銅牌，並在閉幕典禮擔任掌旗官，亞運賽事結束後陳建禎正式退出國家隊。

### 旅外
2015年加盟中國男子排球聯賽福建師大排球隊，為臺灣首位加盟中國聯賽的選手，也是繼黃培閎後，第二位旅外的排球選手。
2017年受到V挑戰聯賽大分三好白鷲邀約前往試訓，隨後加盟日本排球聯賽二級挑戰聯賽球隊VOREAS北海道展開旅日生涯，2018年8月轉投日本排球聯賽一級聯賽球隊松下黑豹效力。2019年6月加入另一支日本一級聯賽球隊JT雷霆廣島隊，直到2022年離隊。2022年10月，陳建禎加盟北海道イエロースターズ，重返V2聯賽舞台。

#### VOREAS北海道
陳建禎於2017年9月加盟日本排球聯賽二級挑戰聯賽球隊VOREAS北海道，且於2017/18賽季取得例行賽348分及5成82的有效得分率，也獲得了最佳得分手﹑最佳攻擊手並在二級挑戰聯賽冠軍戰中獲得最有價值球員的殊榮。此外，亦經由球迷投票入選明星賽。

#### 松下黑豹
由於2017－2018賽季的表現，陳建禎V聯賽一級聯賽冠軍隊伍松下黑豹的青睞並在2018年8月15日於台灣舉行簽約記者會宣告正式加盟。
加入松下黑豹後，陳建禎起初不在比賽登錄名單，然而逐漸搏得上場機會，且助球隊奪冠。

#### JT雷霆廣島
2019年6月，陳建禎由松下黑豹轉隊至同聯賽的JT雷霆廣島隊。

2022年4月，JT雷霆廣島宣布陳建禎與來自澳洲的Thomas Edgar約滿不續約，兩位選手將於同年5月31日離開隊伍。

#### 北海道イエロースターズ
2022年10月，日本排球聯賽二級球隊Safilva北海道（該球隊於2023年6月更名為北海道Yellow Stars）發布陳建禎加盟球隊的公告。球隊總經理小高政利表示陳建禎不僅有國際賽的經驗，也在V1聯賽身經百戰，是能夠幫助球隊升級至V1的重要戰力。

## 體育成就

### 國家隊
- 2010年 - 亞洲盃男子排球賽：殿軍
- 2010年 - 亞洲東區男子排球錦標賽： 亞軍
- 2013年 - 亞洲東區男子排球錦標賽： 冠軍
- 2013年 - 東亞運動會男子排球： 冠軍
- 2015年 - 世界大學運動會男子排球：殿軍
- 2016年 - 亞洲盃男子排球賽：殿軍
- 2018年 - 亞洲盃男子排球賽：殿軍
- 2018年 - 亞洲運動會排球比賽： 季軍

### 俱樂部
- 2012年 - 企業排球聯賽8年： 冠軍(美津濃男子排球隊)
- 2013年 - 亞洲男子排球俱樂部錦標賽： 季軍(台中銀行男子排球隊)
- 2014年 - 企業排球聯賽10年： 亞軍(美津濃男子排球隊)
- 2015年 - 亞洲男子排球俱樂部錦標賽： 冠軍(台中銀行男子排球隊)
- 2016年 - 企業排球聯賽12年： 季軍(長力男子排球隊)
- 2019年 - 亞洲男子排球俱樂部錦標賽： 亞軍(松下黑豹)
- 2020年 - 2019-20日本排球聯賽V1：殿軍(JT雷霆廣島)

### 個人榮譽
- 2012年 - 企業排球聯賽8年：年度最佳主攻手
- 2014年 - 企業排球聯賽10年：年度最佳球員
- 2015年 - 企業排球聯賽11年：第一循環最佳主攻手
- 2015年 - 亞洲男子排球俱樂部錦標賽：最佳主攻手
- 2018年 - 日本排球聯賽二級挑戰聯賽：MVP、最佳主攻手、得分王

## 所屬球隊
- 高雄市光武國小排球隊
- 高雄市前鎮國中排球隊
- 新北市華僑高中排球隊
- 台北市台灣師大排球隊
- 企業排球聯賽台中銀行男子排球隊
- 企業排球聯賽美津濃男子排球隊
- 企業排球聯賽國訓中心男子排球隊
- 中國男子排球聯賽福建師大排球隊
- 企業排球聯賽長力男子排球隊
- 日本排球聯賽二級挑戰聯賽球隊VOREAS北海道(2017-2018)
- 日本排球聯賽一級聯賽球隊松下黑豹(2018-2019)
- 日本排球聯賽一級聯賽球隊JT雷霆廣島(2019-2022)
- 日本排球聯賽二級挑戰聯賽球隊北海道Yellow Stars[10](2022-)

## 外部連結
- 陳建禎官方粉絲專頁
- 陳建禎個人微博 （页面存档备份，存于）
- yam天空民生@報「黑狗」陳建禎 樂活「壓力鍋」下
- 企業男女排球聯賽球員介紹-陳建禎[永久]

| 亞洲運動會    | 亞洲運動會                 | 亞洲運動會    |
| ------------- | -------------------------- | ------------- |
| 前任： 簡毓瑾 | 中華臺北掌旗官 · 2014 仁川 | 繼任： 郭婞淳 |